# Gelinae
Gelinae es una subfamilia de avispas de la familia Ichneumonidae. El nombre no está totalmente aceptado. También es llamada Phygadeuontinae, Hemitelinae y Cryptinae por algunos autores. Gelinae es el nombre que usó H. K. Townes en 1969.

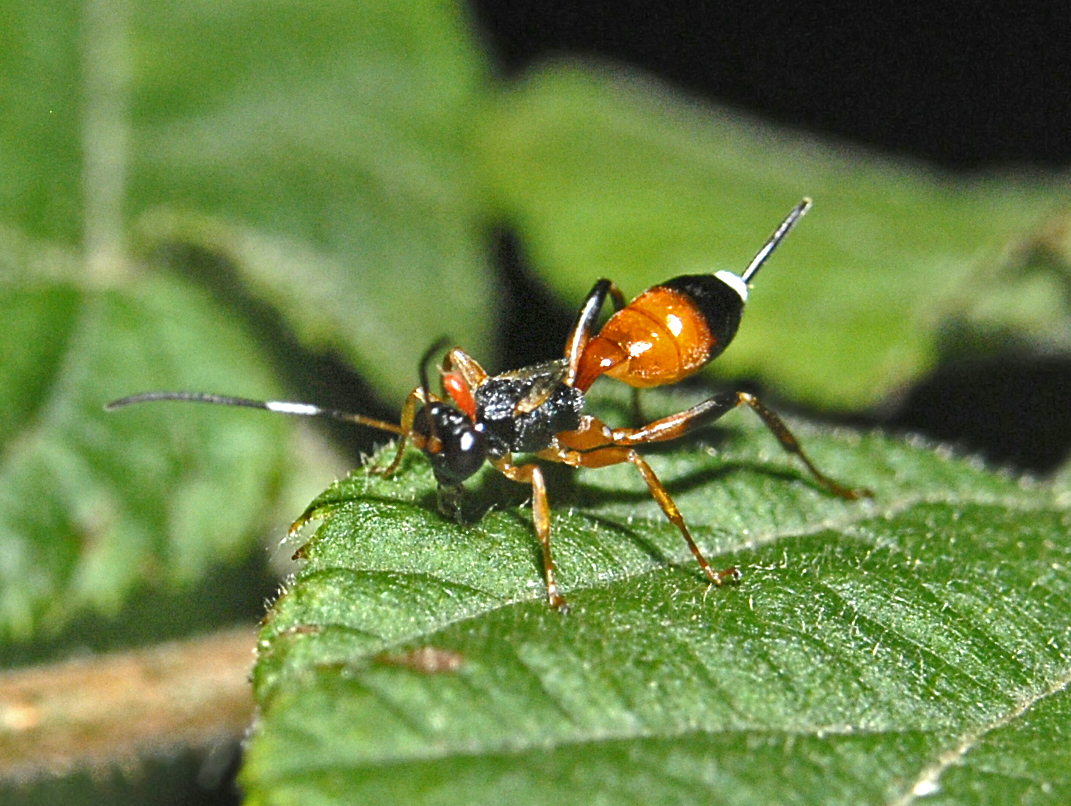
Agrothereutes abbreviatus

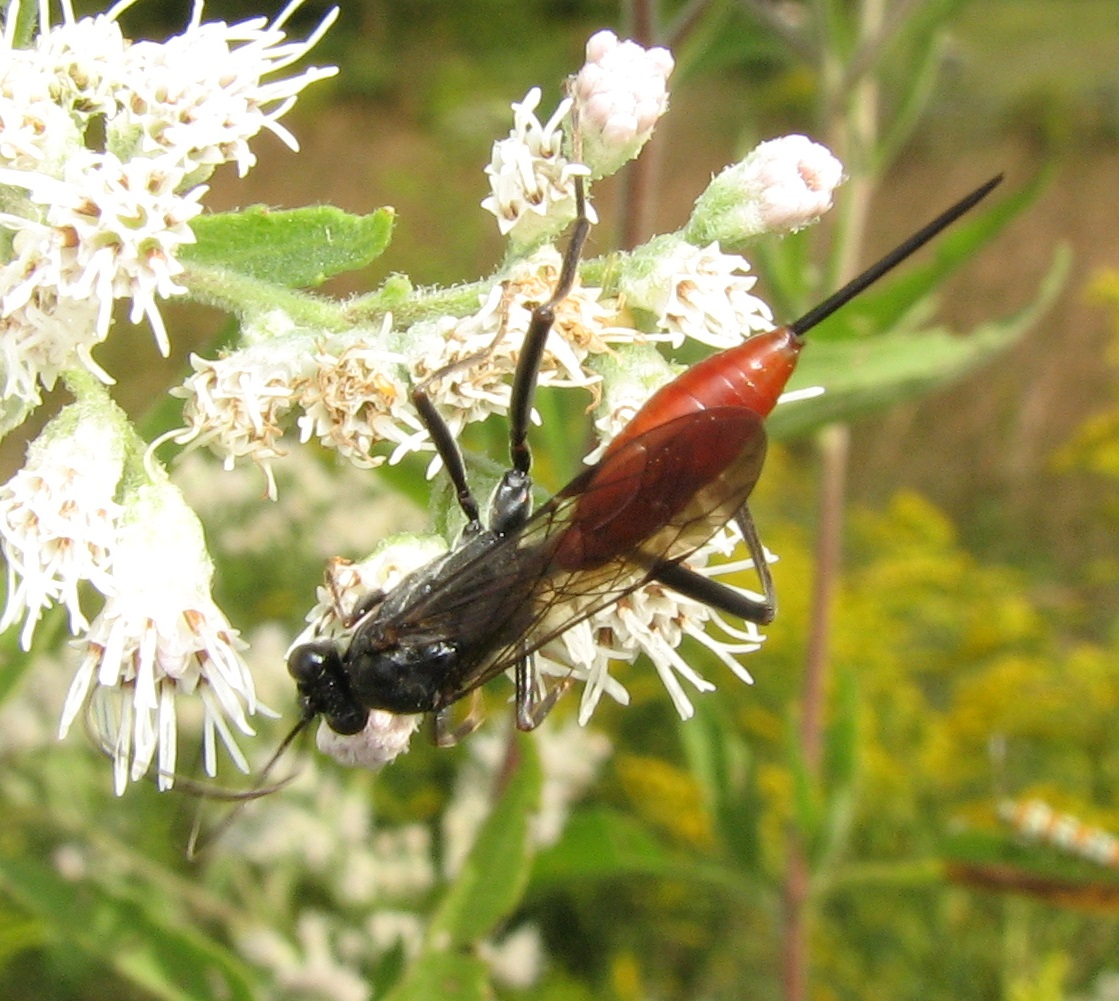
Cryptus albitarsis, hembra

Es de distribución mundial. Una areola de 5 lados, un esternaulus corto, cara hinchada con un clípeo convexo son las principales características para la mayoría de los miembros de esta extensa subfamilia. Hay aproximadamente 400 géneros pertenecientes a Gelinae.

## Clasificación

### Tribu Claseini
- Clasis Townes, 1966 — Neotropical

### Tribu Cryptini
- Subtribu Agrothereutina
  - Agrothereutes Förster, 1850  — Holártico
  - Spilocryptus Thomson, 1873
  - Dayro Cameron, 1902
  - Amauromorpha Ashmead, 1905 — Oriental
  - Eripternimorpha Viereck, 1913
  - Apsilops Förster, 1869 — Holártico
  - Heterotypus Förster, 1869
  - Dapanus Förster, 1869
  - Sorbas Ashmead 1900
  - Trichocryptus Thomson, 1873
  - Neostricklandia Viereck, 1925
  - Trichestema Cushman, 1927
  - Aritranis Förster, 1869 — Holártico
  - Hoplocryptus Thomson, 1873
  - Gambrus Förster, 1869 — Holártico
  - Kaltenbachia Förster, 1869
  - Hygrocryptus Thomson, 1873
  - Allocryptus Viereck, 1917
  - Hidryta Förster, 1869 — Holártico
  - Brachycryptus Thomson, 1873
  - Euthycryptus Jussel, 1907
  - Idiolispa Förster, 1869 — Holártico
  - Liocryptus Thomson, 1873
  - Paracryptus Szépligeti, 1916
  - Mesostenidea Viereck, 1914 — Paleártico
  - Pycnocryptodes Aubert, 1971 — Palearctic
  - Pycnocryptus Thomson, 1873 — Holártico
  - Cylindrocryptus Ceballos, 1921
  - Thrybius Townes, 1965 — Paleártico
  - Trychosis Förster, 1869 — Holártico, Oriental
  - Phaedrophadnus Cameron, 1906
  - Ethaemorpha Viereck, 1913
  - Orthocryptus Viereck, 1913
- Subtribu Ateleutina
  - Ateleute Förster, 1869 — mundial
  - Ateleuta Schulz, 1906
  - Talorga Cameron, 1911
  - Tsirirella Seyrig, 1952
  - Psychostenus Uchida, 1955
- Subtribu Baryceratina
  - Baryceros Gravenhorst, 1829 — Neártico, Neotropical
  - Christolia Brullé, 1846
  - Crypturopsis Ashmead, 1900
  - Neochristolia Blanchard, 1936
  - Brussinocryptus Pagliano & Scarramozino, 1990 — Oriental, Paleártico
  - "Neoparacryptus" Uchida, 1959 (non Ashmead, 1898: Neoparacryptus)
  - Buysmania Cheesman, 1941 — Oriental
  - Calaminus Townes, 1965 — Paleártico
  - Ceratomansa Cushman, 1922 — Australia
  - Chlorocryptus Cameron, 1903 — Oriental, Paleártico
  - Cochlidionostenus Uchida, 1936
  - Cryptaulaxoides Uchida, 1940
  - Coccygodes Saussure, 1892 — Etiopía
  - "Coccygodes" Seyrig, 1952 (non Saussure, 1892: preocupado)
  - Jonathania Gupta, 1987 — Oriental
  - "Rupa" Jonathan, 1971 (non Jedlicka, 1935: preocupado)
  - Lamprocryptidea Viereck, 1913 — Neotropical
  - Aplomiana Strand, 1917
  - Paragambrus Uchida, 1936 — Paleártico
  - Prionacis Townes, 1970a — Oriental
  - Whymperia Cameron, 1903 — Neártico, Neotropical
  - Protocryptus Schmiedeknecht, 1904
  - Zamansa Viereck, 1912
- Subtribu Ceratocryptina
  - Acromia Townes, 1961b — Oriental
  - Afretha Seyrig, 1952 — Etiopía
  - Aprix Townes, 1961b — Australia
  - Ceratocryptus Cameron, 1903 — Etiopía, Oriental
  - Pyralophagus Seyrig, 1952
  - Ceratodolius Seyrig, 1952 — Etiopía
  - Chamula Townes, 1962 — Neártico, Neotropical
  - Cremnocryptus Cushman, 1945 — Australia, Oriental
  - Fitatsia Seyrig, 1952 — Etiopía, Oriental
  - Ignambia Cheesman, 1953 — Oriental
  - Lipoprion Townes, 1970a — Oriental
  - Lorio Cheesman, 1936 — Oriental
  - Neaprix Gauld, 1984 — Australia
  - Nematocryptus Roman, 1910 — Etiopía, Oriental
  - Betsifia Seyrig, 1952
  - Piasites Seyrig, 1952 — Etiopía
  - Rambites Seyrig, 1952 — Etiopía
  - Silsila Cameron, 1903 — Oriental
  - Thelodon Townes, 1961b — Australia, Oriental
  - Trachyglutus Townes, 1970a — Neotropical
  - Wuda Cheesman, 1936 — Oriental
- Subtribu Coesulina
  - Coesula Cameron, 1905 — Oriental
  - Striatostenus Uchida, 1931
- Subtribu Cryptina
  - Aeglocryptus Porter, 1987 — Neotropical
  - Aeliopotes Porter, 1985 — Neotropical
  - Aglaodina Porter, 1987 — Neotropical
  - Anacis Porter, 1967 — Australia, Neotropical
  - Baeocryptus Porter, 1967
  - Araucacis Porter, 1987 — Neotropical
  - Biconus Townes, 1970a — Neotropical
  - Buathra Cameron, 1903 — Holártico, Oriental
  - Bathycrisis Cameron, 1905
  - Caenocryptoides Uchida, 1936 — Oriental, Paleártico
  - Caenocryptus Thomson, 1873 — Holártico
  - Habrocryptoides Uchida, 1952
  - Pseudischnus Walkley, 1954
  - Caenopelte Porter, 1967 — Neotropical
  - Camera Townes, 1962 — Neártico, Neotropical
  - Chilecryptus Porter, 1987 — Neotropical
  - Chromocryptus Ashmead, 1900 — Neotropical
  - Mesostenimorpha Viereck, 1913
  - Compsocryptus Ashmead, 1900 — Neártico, Neotropical
  - Cryptoideus Ashmead, 1900
  - Callicryptus Ashmead, 1900
  - "Stictocryptus" Cameron, 1908 (non Cameron, 1907: preocupado)
  - Sophocryptus Mallo, 1961
  - Cosmiocryptus Cameron, 1902 — Neotropical (Porter, 1987)
  - Cryptopteryx Ashmead, 1900 — Neotropical
  - Cryptus Fabricius, 1804 —Etiopía, Holártico, Oriental
  - Cyanodolius Seyrig, 1952 — Etiopía
  - Cyanopelor Townes, 1973 — Etiopía
  - Cyclaulus Townes, 1970a — Neotropical
  - Dihelus Townes, 1970a — Oriental, Paleártico
  - Diplohimas Townes, 1970a — Neotropical
  - Distictus Townes, 1966 — Neotropical
  - Dochmidium Porter, 1967 — Neotropical (Porter, 1987)
  - Dotocryptus Brèthes, (1918) 1919 — Neotropical
  - Enclisis Townes, 1970a — Paleártico
  - Etha Cameron, 1903 — Oriental
  - Gessia Townes, 1973 — Ethiopian
  - "Idiostoma" Cameron, 1905 (non Walsingham, 1882; Arrow, 1904: preocupado) (Townes & Townes, 1973)
  - Glabridorsum Townes, 1970a — Australia, Oriental, Paleártico
  - Gyropyga Townes, 1970a — Oriental, Paleártico
  - Hedycryptus Cameron, 1903 — Oriental, Paleártico
  - Apachia Townes, 1970a (Townes & Townes, 1973)
  - Hypsanacis Porter, 1987 — Neotropical
  - Ischnus Gravenhorst, 1829 — mundial
  - Habrocryptus Thomson, 1873
  - Aglaocryptus Cameron, 1903
  - Erythrocryptus Cameron, 1905
  - Itamuton Porter, 1987 — Neotropical
  - Joppidium Cresson, 1872 — Neártico, Neotropical
  - Joppoceras Ashmead, 1900
  - Opisoxestus Ashmead, 1900
  - Isocryptus Brèthes, 1927
  - Lanugo Townes, 1962 — Neártico, Neotropical
  - Leptarthron Townes, 1970a — Neotropical
  - Meringopus Förster, 1869 — Holártico
  - Goniocryptus Thomson, 1873
  - Mesophragis Seyrig, 1952 — Etiopía
  - Monothela Townes, 1970a — Neotropical
  - Myrmecacis Porter, 1987 — Neotropical
  - Myrmeleonostenus Uchida, 1936 — Australia, Oriental, Paleártico
  - Nebostenus Gauld, 1984 — Australia
  - Nelophia Porter, 1967 — Neotropical
  - Neocryptopteryx Blanchard, 1947 — Neotropical (Porter, 1987)
  - Neodontocryptus Uchida, 1940 — Oriental
  - "Odontocryptus" Uchida, 1932 (non Saussure, 1892; Cameron, 1903; Szépligeti, 1916: preoccupied)
  - Nippocryptus Uchida, 1936 — Oriental, Paleártico
  - Nothischnus Porter, 1967 — Neotropical (Porter, 1987)
  - Odontocryptus Saussure, 1892 — Etiopía
  - "Odontocryptus" Seyrig, 1952 (non Saussure, 1892; Cameron, 1903; Szépligeti, 1916; Uchida, 1932: Odontocryptus)
  - Oecetiplex Porter, 1987 — Neotropical
  - Palmerella Cameron, 1908 — Oriental, Paleártico
  - Townestenus Momoi, 1966
  - Periplasma Porter, 1967 — Neotropical (Porter, 1987)
  - Phycitiplex Porter, 1987 — Neotropical
  - Picrocryptoides Porter, 1965 — Neotropical
  - Reptatrix Townes, 1962 — Nearctic
  - Rhynchocryptus Cameron, 1905 — Etiopía (Townes & Townes, 1973)
  - Sciocryptus Porter, 1987 — Neotropical
  - Synechocryptus Schmiedeknecht, 1904 — Etiopía, Palearctic
  - Trachysphyrus Haliday, 1836 — Neotropical
  - Cyanocryptus Cameron, 1903
  - "Lamprocryptus" Cameron, 1910 (non Schmiedeknecht, 1904: preoccupied)
  - Pseudomesocryptus Strand, 1917
  - Tricentrum Townes, 1970a — Neotropical
  - Trihapsis Townes, 1970a — Neotropical
  - Xiphonychidion Porter, 1967 — Neotropical (Porter, 1987)
  - Xylacis Porter, 1987 — Neotropical
  - Xylophrurus Förster, 1869 — Holártico
  - Nyxeophilus Förster, 1869
  - Macrocryptus Thomson, 1873
  - Xylophruridea Viereck, 1912
  - Xylostenus Gauld, 1984 — Australia
  - Zonocryptus Ashmead, 1900 — Etiopía
  - Oneilella Cameron, 1904
  - Stenaulax Cameron, 1906
  - Stenomeris Cameron, 1906
  - Neocryptus Szépligeti, 1916
  - Ancylocnema Szépligeti, 1916
- Subtribu Gabuniina
  - Agonocryptus Cushman, 1929 — Neártico, Neotropical
  - Ahilya Gupta & Gupta, 1985 — Oriental
  - Amrapalia Gupta & Jonathan, 1970 — Oriental
  - Anepomias Seyrig, 1952 — Etiopía
  - Apocryptus Uchida, 1932 — Oriental
  - Arhytis Townes, 1970a — Australia, Oriental
  - Cestrus Townes, 1966 — Neotropical
  - Cryptohelcostizus Cushman, 1919 — Neárctico
  - Dagathia Cameron, 1903 — Oriental
  - Digonocryptus Viereck, 1913 — Neotropical
  - Monogonocryptus Viereck, 1913
  - "Odontocryptus" Szépligeti, 1916 (non Saussure, 1892; Cameron, 1903: preocupado)
  - Megacryptus Szépligeti, 1916
  - Dinocryptiella Strand, 1917
  - Eurycryptus Cameron, 1901 — Australia, Etiopía, Oriental
  - Alriada Cameron, 1911
  - Neotorbda Uchida, 1932
  - Didiaspis Seyrig, 1952
  - Gabunia Kriechbaumer, 1895 — Etiopía
  - Nadia Tosquinet, 1896
  - Metarhyssa Ashmead, 1900
  - Gerdius Townes, 1970a — Etiopía
  - Hackerocryptus Gauld, 1984 — Australia
  - Hadrocryptus Cameron, 1903 — Oriental
  - Hoplonopsis Szépligeti, 1916
  - Kriegeria Ashmead, 1905 — Oriental (Gupta, 1987)
  - Lagarosoma Gupta & Gupta, 1984 — Neotropical
  - Lophoglutus Gauld, 1984 — Australia
  - Microstenus Szépligeti, 1916 — Oriental
  - Nesolinoceras Ashmead, 1906 — Neotropical
  - Pharzites Cameron, 1905 — Oriental
  - Prosthoporus Porter, 1976 — Neotropical
  - Pterocryptus Szépligeti, 1916 — Etiopía, Paleárctico
  - Schreineria Schreiner, 1905 — Etiopía, Oriental, Paleártico
  - Sycophrurus Picard, 1919
  - Pseudotorbda Uchida, 1932
  - Pygidites Seyrig, 1952
  - Spathacantha Townes, 1970a — Etiopía
  - Tanepomidos Gupta & Jonathan, 1971 — Oriental
  - Torbda Cameron, 1902 — Oriental
  - Trypha Townes, 1970a — Neotropical
  - Xanthocryptus Cameron, 1901 — Australia, Oriental
  - "Lorentzia" Cameron, 1911 (non Cossmann, 1908: Lorentzia)
  - Xoridesopus Cameron, 1907 — Oriental
- Subtribu Glodianina
  - Dicamixus Szépligeti, 1916 — Neotropical
  - Glodianus Cameron, 1902 — Neotropical
  - Lamprocryptus Schmiedeknecht, 1904 — Neotropical
  - Trapezonalis Szépligeti, 1916
- Subtribu Goryphina
  - Allophatnus Cameron, 1905 — Australia, Etiopía, Oriental (Townes, 1971)
  - Phaedraspis Cameron, 1906
  - Stictocryptus Cameron, 1907
  - Baltazaria Townes, 1961b — Neotropical, Oriental
  - Bozakites Seyrig, 1952 — Etiopía
  - Foveolia Seyrig, 1952
  - Lemurella Seyrig, 1952
  - Buodias Cameron, 1902 — Etiopía, Oriental (Gupta, 1987)
  - Hoeocryptus Habermehl, 1902
  - Takastenus Uchida, 1931 (Gauld, 1984 — Gupta, 1987)
  - Soratsia Seyrig, 1952 (Townes & Townes, 1973)
  - Ceratella Seyrig, 1952
  - Calosphyrum Townes, 1970a — Oriental
  - Ceratophenax Seyrig, 1952 — Etiopía
  - Colaulus Townes, 1970a — Oriental
  - Costifrons Townes, 1970a — Etiopía
  - Debilos Townes, 1966 — Neotropical
  - Diapetimorpha Viereck, 1913 — Neártico, Neotropical
  - Euchalinus Townes, 1961b — Australia, Oriental
  - Formostenus Uchida, 1931 (Jonathan, 1980)
    - Subgénero Formostenus Uchida, 1931 — Oriental
    - Subgénero Indostenus Jonathan, 1980 — Oriental

  - Fotsiforia Seyrig, 1952 — Etiopía, Oriental (Jonathan, 1980)
  - Friona Cameron, 1902 — Oriental
  - Lactolus Cameron, 1902
  - Gambroides Betrem, 1941 — Australia, Etiopía, Oriental (Jonathan, 1980)
  - Vadonina Seyrig, 1952  (Jonathan, 1980)
  - Goryphus Holmgren, 1868 — Australia, Etiopía, Oriental
  - "Psacus" Holmgren, 1868 (non Pascoe, 1866: Psacus)
  - Brachycoryphus Kriechbaumer, 1894
  - Fislistina Cameron, 1902
  - Fenenias Cameron, 1902
  - Loiada Cameron, 1905
  - Cratocryptodes Schulz, 1906
  - Scenopathus Enderlein, 1914
  - Miramilia Seyrig, 1952
  - Hemisphragia Seyrig, 1952 — Etiopía
  - Micromavia Seyrig, 1952
  - Hylophasma Townes, 1970a — Holártico, Neotropical
  - Isotima Förster, 1869 — Oriental, Etiopía
  - Larpelites Cameron, 1904 — Etiopía
  - Lavinifia Seyrig, 1952 — Etiopía
  - Tsiavikites Seyrig, 1952
  - Listrognathus Tschek, 1870
    - Subgénero Fenestula Townes, 1962 — Holártico
    - Subgénero Listrognathus Tschek, 1870 — Holártico, Oriental

  - Mesostenoideus Ashmead, 1900
  - Mesostenidea Viereck, 1914 (Horstmann, 1990)
    - Subgénero Parorophis Townes, 1970a — Etiopía
    - Subgénero Sulvata Cameron, 1903 — Australia, Oriental

  - Stivadens Townes, 1961 (Gauld, 1984)
  - Loxopus Townes, 1970a — Neotropical
  - Madagascesa Kocak & Kemal, 2008 - antes Perinetia Seyrig, 1952 — Ethiopian
  - Madastenus Seyrig, 1952 — Etiopía
  - Melcha Cameron, 1902 — Oriental
  - Menaforia Seyrig, 1952 — Etiopía, Oriental
  - Necolio Cheesman, 1936 — Australia, Etiopía, Oriental, Paleártico
  - Afrocryptus Seyrig, 1952
  - Neobuodias Rao & Nikam, 1984 — Oriental
  - Owenus Townes, 1970a — Etiopía
  - Perjiva Jonathan & Gupta, 1973 — Oriental
  - Piambia Seyrig, 1952 — Etiopía
  - Pseudotricapus Jonathan, 1987 — Oriental
  - Skeatia Cameron, 1901 — Etiopía, Oriental (Jonathan & Gupta, 1973)
  - Latteva Cameron, 1902 (Gupta, 1987)
  - Ancaria Cameron, 1902 (Gupta, 1987)
  - Holia Seyrig, 1952 (non Bradley, 1930: Holia) (Gupta, 1987)
  - Syntrips Gauld, 1984 — Australia
  - Tanyloncha Townes, 1970a — Etiopía
  - Tolonus Seyrig, 1952 — Etiopía
  - Mavia Seyrig, 1952
  - Hegemonites Seyrig, 1952
  - Mascarella Seyrig, 1952
  - Trafana Seyrig, 1952 — Etiopía
  - Clypeites Seyrig, 1952
  - Rarivia Seyrig, 1952
  - Ilobia Seyrig, 1952
  - Desia Seyrig, 1952
  - Tricapus Townes, 1970a — Etiopía
  - Tsirambia Seyrig, 1952 — Etiopía
- Subtribu Lymeonina
  - Acerastes Cushman, 1929 — Neártico, Neotropical
  - Basileucus Townes, 1970a — Neotropical
  - Bathyzonus Townes, 1970a — Neotropical
  - Bicryptella Strand, 1917 — Neotropical
  - Dismodix Townes, 1966 — Neotropical
  - Golbachiella Townes, 1970a — Neotropical
  - Latosculum Townes, 1966 — Neotropical
  - Lymeon Förster, 1869 — Neártico, Neotropical
  - Neomesostenus Schmiedeknecht, 1904
  - Christolimorpha Viereck, 1913
  - Zamastrus Viereck, 1913
  - Neogoryphus Roman, 1936
  - Nasutocryptus Pratt, 1945
  - Mallochia Viereck, 1912 — Neártico, Neotropical
  - Pachysomoides Strand, 1917 — Neártico, Neotropical
  - Polistiphaga Cushman, 1925
  - Polycyrtidea Viereck, 1913 — Neártico, Neotropical
  - Polyphrix Townes, 1970a — Neotropical
  - Priotomis Townes, 1970a — Neotropical
  - Rhinium Townes, 1966 — Neotropical
  - Savolia Seyrig, 1952 — Etiopía
  - Strabotes Townes, 1970a — Neotropical
  - Toechorychus Townes, 1946 — Neotropical
- Subtribu Melanocryptina
  - Melanocryptus Cameron, 1902 — Neotropical
  - Lobocryptus Schmiedeknecht, 1904
  - Hoplophorina Szépligeti, 1916
- Subtribu Mesostenina
  - Acorystus Townes, 1970a — Neotropical
  - Anupama Jonathan, 1982 — Oriental
  - Bicristella Townes, 1966 — Neotropical
  - Cryptanura Brullé, 1846 — Neártico, Neotropical
  - Polyaenus Cresson, 1873
  - Polyaenidea Viereck, 1913
  - Diloa Cheesman, 1936 — Australia, Oriental
  - Gotra Cameron, 1902 — Etiopía, Oriental
  - Stenaraeoides Uchida, 1932
  - Ivondrites Seyrig, 1952
  - Gyrolaba Townes, 1970a — Oriental
  - Harpura Townes, 1970a — Neotropical
  - Hercana Townes, 1970a — Neotropical
  - Irabatha Cameron, 1906 — Australia, Oriental
  - Junctivena Gauld, 1984 — Australia
  - Mecistum Townes, 1970a — Neotropical
  - Mesostenus Gravenhorst, 1829 — mundial
  - Stenaraeus Thomson, 1896
  - Umlima Cameron, 1902
  - Derocentrus Cushman, 1919
  - Paranacis Gauld, 1984 — Australia
  - Polycyrtus Spinola, 1840 — Neártico, Neotropical
  - Stiromesostenuss Cameron, 1911 — Australia, Oriental
  - Erythromesostenus Cameron, 1911 (Gauld, 1984)
  - Tomagotras Gauld, 1984 — Australia
  - Tretobasis Porter, 1973 — Neotropical
- Subtribu Osprynchotina
  - Acroricnus Ratzeburg, 1852 — Holártico
  - Xenodocon Förster, 1855
  - Macrobatus Holmgren, 1856
  - Linoceras Taschenberg, 1865
  - Leptobatides Buysson, 1896
  - Agathobanchus Ashmead, 1900
  - Iaria Cheesman, 1936 — Australia, Oriental
  - Messataporus Cushman, 1929 — Neártico, Neotropical
  - Nematopodius Gravenhorst, 1829
    - Subgénero Diapetus Cameron, 1902 — Oriental

  - Mesostenopsis Schmiedeknecht, 1904
  - Earrana Cameron, 1905
  - "Parca" Morley, 1913 (non Saalmüller, 1891: preocupado)
  - Esuchonematopodius Cushman, 1922
    - Subgénero Microchorus Szépligeti, 1916 — Oriental
    - Subgénero Nematopodius Gravenhorst, 1829 — Oriental, Paleártico

  - "Leptocryptus" Cameron, 1903 (non Thomson, 1873: preocupado)
  - Hemiphatnus Cameron, 1911
  - Osprynchotus Spinola, 1841 — Etiopía
  - Distantella Saussure, 1892
  - Photocryptus Viereck, 1913 — Neotropical
  - Poecilopimpla Morley, 1914;
  - Neosprynchotus Schrottky, 1915
  - Pyrrhocryptus Hancock, 1926
  - Stilpnoderes Brèthes, 1927
  - Picardiella Lichtenstein, 1920 — Etiopía, Oriental, Paleártico
  - Borciella Constantineanu, 1928
  - Nipporicnus Uchida, 1931
  - Paretha Seyrig, 1952
  - Sphecoctonus Seyrig, 1952 — Etiopía
  - Stenarella Szépligeti, 1916 — Australia, Etiopía, Oriental
  - Orientostenaraeus ;Uchida, 1930
  - Parasilsila Cheesman, 1936
- Subtribu Sphecophagina
  - Arthula Cameron, 1900 — Australia, Oriental, Paleártico
  - Orientocryptus Uchida, 1931
  - Kuniocryptus Sonan, 1937
  - Latibulus Gistel, 1848 — Oriental, Paleártico
  - Endurus Rondani, 1876
  - Pseudosyzeuctus Hedwig, 1961
  - Sphecophaga Westwood, 1840 — Holártico
  - Chryonomon Desvignes, 1856
  - Cacotropa Förster, 1869
- Subtribu Vagenathina
  - Stetholophus Townes, 1970a — Oriental
  - Vagenatha Cameron, 1901 — Oriental
  - Acleasa Cameron, 1902

### Tribu Hemigastrini
- Aconias Cameron, 1904 — Paleártico, Oriental
- Aptesis Förster, 1850 — Etiopía, Holártico, Oriental
- "Pezoporus" Förster, 1869 (non Illiger, 1811: preocupado)
- Clypediodon Aubert, 1968
- Colocnema Förster, 1869 — Paleártico
- Coelocryptus Thomson, 1873
- Cratocryptus Thomson, 1873 — Holártico
- Cubocephalus Ratzeburg, 1848 — Holártico
- Ecporthetor Förster, 1869
- Pammachus Förster, 1869
- Chaeretymma Förster, 1869
- Stenocryptus Thomson, 1873
- Microcryptus Thomson, 1873
- Planocryptus Heinrich, 1949
- Demopheles Förster, 1869 — Holártico, Oriental
- Mecocryptus Thomson, 1873
- Echthrus Gravenhorst, 1829 — Holártico
- Sphaetes Bremi, 1849
- Karaechthrus Uchida, 1929
- Bioleter Meyer, 1930
- Giraudia Förster, 1869 — Holártico
- Calocryptus Thomson, 1873
- Pseudocryptus Kriechbaumer, 1893
- Hemigaster Brullé, 1846 — Oriental
- Chreusa Cameron, 1899
- Asius Tosquinet, 1903
- Charmis Tosquinet, 1903
- Cryptodema Morley, 1913
- Javra Cameron, 1903 — Holártico, Oriental
- Cnemocryptus Cameron, 1903
- Finchra Cameron, 1907
- Monocryptus Hellén, 1956
- Listrocryptus Brauns, 1905 — Paleártico
- Litochila Momoi, 1965 — Oriental, Paleártico
- Livipurpurata Wang & Yao, 1994 — Oriental
- Mansa Tosquinet, 1896 — Etiopía, Oriental
- Colganta Cameron, 1902
- Pseudomansa Szépligeti, 1916
- Megaplectes Förster, 1869 — Holártico
- Iocryptus Thomson, 1873
- Megaloplectes Schulz, 1906
- Notocampsis Townes, 1970a — Neotropical
- Oresbius Marshall, 1867 — Holártico
- Opidnus Förster, 1869
- Oxytaenia Förster, 1869 — Neártico, Neotropical
- Parmortha Townes, 1962 — Holártico
- Platymystax Townes, 1970a — Etiopía, Neotropical, Oriental
- Plectrocryptus Thomson, 1874 — Oriental, Paleártico
- Pleolophus Townes, 1962 — Holártico
- Polytribax Förster, 1869 — Holártico, Neotropical, Oriental
- Plesignathus Förster, 1869
- Neleophron Förster, 1869
- Epiphobus Förster, 1869
- Steriphocryptus Cameron, 1903
- Chasmocryptus Uchida, 1936
- Rhytura Townes, 1962 — Nearctic
- Schenkia Förster, 1869 — Holártico
- Ecpaglus Förster, 1869
- Schenckia Dalla Torre, 1901
- Stomacis Townes, 1970a — Oriental

### Tribu Phygadeuontini
- Subtribu Acrolytina
  - Acidnus Townes, 1970a — Neotropical
  - Acrolyta Förster, 1869 — Etiopía, Holártico, Oriental
  - Rhadinocera Förster, 1869
  - "Mosia" Seyrig, 1952 (non Gray, 1843: Mosia)
  - Parhemiteles Seyrig, 1952
  - Brachedra Townes, 1970a — Neotropical
  - Cormobius Townes, 1970a — Neártico, Neotropical
  - Diaglyptella Seyrig, 1952 — Ethiopian
  - Diaglyptellana Horstmann, 1976 — Paleártico
  - Diaglyptelloides Aubert, 1993 — Paleártico
  - Diaglyptidea Viereck, 1913 — Holártico, Neotropical, Oriental
  - Diatora Förster, 1869 — Etiopía, Oriental, Paleártico
  - Microtoridea Viereck, 1912
  - Zaraparaphylax Viereck, 1913
  - Apanteloctonus Seyrig, 1952
  - Encrateola Strand, 1916 — mundial excepto Australia
  - Eudelus Förster, 1869 — Holártico
  - Idemum Förster, 1869
  - Calliphrurus Förster, 1869
  - Isdromas Förster, 1869 — mundial excepto Paleártico
  - Phatnacra Förster, 1869
  - Larsephna Cameron, 1903
  - Daictimorpha Viereck, 1912
  - Lysibia Förster, 1869 — Holártico, Neotropical, Oriental
  - Pemon Förster, 1869
  - Stiboscopus Förster, 1869 (Carlson, 1979)
  - Haplaspis Townes, 1944
  - Micraris Townes, 1970a — Oriental
  - Neopimpla Ashmead, 1900 — Etiopía, Neárctico
  - Cyrtobasisv Cushman, 1919 (Carlson, 1979)
  - Microceratops Seyrig, 1952 (Carlson, 1979)
  - Sozites Seyrig, 1952 — Etiopía (Townes & Townes, 1973)
  - Stenotes Townes, 1970a — Neotropical
  - Trachaner Townes, 1970a — Neotropical
- Subtribu Bathytrichina
  - Apophysius Cushman, 1922 — Oriental
  - Bathythrix Förster, 1869 — mundial excepto Australia
  - Ischnurgops Förster, 1869
  - Steganops Förster, 1869
  - Panargyrops Förster, 1869
  - Gausocentrus Förster, 1869
  - Stenoschema Förster, 1869
  - Leptocryptus Thomson, 1873
  - Agenora Cameron, 1909
  - Chrysocryptus Cameron, 1902 — Oriental
  - Anunda Cameron, 1911
  - Retalia Seyrig, 1952 — Etiopía, Oriental, Paleártico
  - Rhabdosis Townes, 1970a — Neotropical
  - Surculus Townes, 1970a — Neotropical
- Subtribu Chiroticina
  - Asmenophylax Gauld, 1984 — Australia
  - Astomaspis Förster, 1869 — Australia, Etiopía, Oriental
  - Caenopimpla Cameron, 1900 (Gauld, 1984)
  - Syrites Tosquinet, 1903
  - Caenaulax Cameron, 1905 (Townes & Townes, 1973)
  - Acanthoprymnus Cameron, 1905
  - Camptolynx Cameron, 1911
  - Bentyra Cameron, 1905 — Oriental
  - Lissarcha Cameron, 1912
  - Koshunia Uchida, 1932
  - Bodedia Seyrig, 1952 — Etiopía
  - Chirotica Förster, 1869 — mundial
  - "Allocota" Förster, 1869 (non Motschoulsky, 1860: Allocota)
  - Diaglypta Förster, 1869
  - Deuterospinolia Dalla Torre, 1902
  - Aphadnus Cameron, 1907
  - Hymenosyneches Viereck, 1912
  - Diracela Townes, 1973 — Etiopía
  - Dolichomastix Ceballos, 1924 — Etiopía
  - Epelaspis Townes, 1970a — Etiopía, Neotropical
  - Fractipons Townes, 1970a — Neotropical
  - Gabia Seyrig, 1952 — Etiopía
  - Handaoia Seyrig, 1952 — mundial excepto Neártico
  - Lienella Cameron, 1905 (January) — Australian, Etiopía, Oriental
  - Odontosoma Seyrig, 1952 (Townes & Townes, 1973)
  - Marakelia Seyrig, 1952
  - Lissaspis Townes, 1970a — Neotropical
  - Mamelia Seyrig, 1952 — Etiopía
  - Orientohemiteles Uchida, 1932 — Oriental
  - Palpostilpnus Aubert, 1961 — Oriental
  - Paraglyptus Seyrig, 1952 — Etiopía
  - Paraphylax Förster, 1869 — Australia, Etiopía, Oriental, Paleárctico
  - Strepsimallus Förster, 1869
  - Paurophatnus Cameron, 1905
  - Valoga Cameron, 1911
  - Photoptera Viereck, 1913
  - Neotheroscopus Turner, 1927
  - Tsangamania Seyrig, 1952
  - Parallocota Seyrig, 1952
  - Diodontops Seyrig, 1952
  - Resosoa Seyrig, 1952
  - Mioplectiscus Benoit, 1955
  - Singalissaspis Jussila, 1998 — Oriental
- Subtribu Cremnodina
  - Cremnodes Förster, 1850 — Holártico
  - Caenomeris Förster, 1869
  - Stygera Förster, 1869
  - Cremnias Roman, 1939
  - Scrobiculus Townes, 1970a — Neotropical
  - Vestibulum Townes, 1970a — Neotropical
- Subtribu Endaseina
  - Amphibulus Kriechbaumer, 1893 — Holártico, Neotropical
  - Cisaris Townes, 1970a — Oriental, Paleártico
  - Coptomystax Townes, 1970a — Oriental
  - Endasys Förster, 1869 — Holártico
  - Scinascopus Förster, 1869
  - Stylocryptus Thomson, 1873
  - Bachiana Strand, 1928
  - Glyphicnemis Förster, 1869 — Holártico
  - Gnathocryptus Thomson, 1873
  - Semiodes Harrington, 1894
  - Grasseiteles Aubert, 1965 — Paleártico
  - Medophron Förster, 1869 — Holártico
  - Baryntica Förster, 1869
  - Subhemiteles Horstmann, 1976
  - Meringops Townes, 1970a — Australia, Neotropical (Gauld, 1984)
  - Tryonocryptus Gauld & Holloway, 1983 — Australia
- Subtribu Ethelurgina
  - Apoglutus Townes, 1970a — Oriental
  - Ethelurgus Förster, 1869 — Holártico, Neotropical
  - Zamicrotoridea Viereck, 1917
  - Rhembobius Förster, 1869 — Holártico
  - Ulothymus Förster, 1869
  - Acanthocryptus Thomson, 1873
- Subtribu Gelina
  - Agasthenes Förster, 1869 — Hawái, Holártico
  - Asthenoptera Förster, 1869
  - Arachnoleter Cushman, 1924
  - Blaspidotes Förster, 1869 — Paleártico (Schwarz, 1995)
  - Catalytus Förster, 1851 — Paleártico
  - Dichrogaster Doumerc, 1855 — mundial
  - Otacustes Förster, 1869
  - Microtorus Förster, 1869
  - Xenobrachys Förster, 1869
  - Brachycranium Ashmead, 1900
  - Chrysopoctonus Cushman, 1919
  - Formocrytpus Uchida, 1931 — Oriental
  - Gelis Thunberg, 1827 — mundial
  - Pezomachus Gravenhorst, 1829
  - Pezolochus Förster, 1850
  - Hemimachus Ratzeburg, 1852
  - "Plesiomma" Förster, 1869 (non Macquart, 1838: preocupado)
  - Alegina Förster, 1869
  - "Rhadiurgus" Förster, 1869 (non Loew, 1948: preocupado)
  - Aschistus Förster, 1869
  - Philonygmus Förster, 1869
  - Ilapinastes Förster, 1869
  - Barydotira Förster, 1869
  - Urithreptus Förster, 1869
  - Terpiphora Förster, 1869
  - Micromeson Strickland, 1912
  - Myrmicomorpha Viereck, 1913
  - Leptogelis Ceballos, 1925
  - Cryptogelis Hellén, 1944
  - Fianonia Seyrig, 1952 (Horstmann, 1990)
  - Holcogelis Aubert, 1957
  - Arctodoeon Hellén, 1967
  - Rhadiurginus Hellén, 1967
  - Thaumatogelis Schmiedeknecht, 1933 — Paleártico (Schwarz, 1995)
  - Townostilpnus Aubert, 1961 — Oriental, Paleártico
  - Xenolytus Förster, 1869 — Australia, Holártico, Oriental
  - Sternocryptus Roman, 1925
- Subtribu Hemitelina
  - Aclastus Förster, 1869 — mundial
  - Microplex Förster, 1869
  - Daetora Förster, 1869
  - Opisthostenus Förster, 1869
  - Amblyclastus Gauld, 1984 — Australia
  - Anurotropus Cushman, 1924 — Neárctico (Horstmann, 1992)
  - Austriteles Gauld, 1984 — Australia
  - Glyphaclastus Gauld, 1984 — Australia
  - Gynpetomorpha Förster, 1869 — Paleártico (Horstmann, 1992)
  - Trisacra Förster, 1869
  - Victorovia Tobias, 1963
  - Hemiteles Gravenhorst, 1829 — Holártico, Oriental
  - Ocymorus Förster, 1869
  - Obsiphaga Morley, 1907 — Holártico
  - Pleurogyrus Townes, 1970a — Holártico
  - Polyaulon Förster, 1869 — Holártico
  - Thaumatotypus Förster, 1869
  - Myersia Viereck, 1912
  - Thaumatotypidea Viereck, 1912
  - Rhacodopteron Capek, 1956
  - Xiphulcus Townes, 1970a — Holártico
  - Notostilbus Townes, 1983
- Subtribu Mastrina
  - Aclosmation Gauld, 1984 — Australia
  - Amydraulax Cushman, 1922 — Neártico
  - Apotemnus Cushman, 1940 — Neártico
  - Bilira Townes, 1970a — Neotropical
  - Brachypimpla Strobl, 1902 — Paleártico
  - Bassocryptus Habermehl, 1919
  - Charitopes Förster, 1869 — Etiopía, Holártico, Neotropical (Townes, 1983)
  - Adiastola Förster, 1869 (Townes, 1983)
  - Clypeoteles Horstmann, 1974 — Paleártico
  - Distathma Townes, 1970a — Neotropical, Oriental, Paleártico (Horstmann, 1978 & 1992)
  - Hemicallidiotes Blanchard, 1942, nomen nudum (Horstmann, 1978 & 1992)
  - Afghaniteles Aubert, 1975 (Horstmann, 1978)
  - Fianoniella Horstmann, 1992 — Holártico
  - Helcostizus Förster, 1869 — Holártico
  - Cyrtocryptus Marshall, 1872
  - Mesocryptus Thomson, 1873
  - Heterocryptus Woldstedt, 1873
  - Asternaulax Viereck, 1912
  - Chenbergus Navás, 1930
  - Indovia Seyrig, 1952 — Etiopía (Horstmann, 1978 & 1992)
  - Isadelphus Förster, 1869 — Holártico (Horstmann, 1978)
  - Perosis Förster, 1869 (Horstmann, 1978)
  - Cecidonomus Bridgman, 1880 (Horstmann, 1978)
  - Lochetica Kriechbaumer, 1892 — Holártico
  - Mastrulus Horstmann, 1978 — Paleártico
  - Mastrus Förster, 1869 — Holártico, Oriental
  - Daictes Förster, 1869
  - Aenoplex Förster, 1869
  - Micromonodon Förster, 1869 — Paleártico (Horstmann, 1978)
  - Hemicryptus Kriechbaumer, 1893 (Horstmann, 1978)
  - Odontoneura Förster, 1869 — Paleártico (Horstmann, 1978 & 1992)
  - Pygocryptus Roman, 1925 — Holártico
  - Teluncus Townes, 1970a — Neotropical
  - Zoophthorus Förster, 1869 — Paleártico (Horstmann, 1978)
  - Chaeotomastrus Hellén, 1967 (Horstmann, 1978)
- Subtribu Phygadeuontina
  - Arotrephes Townes, 1970a — Holártico
  - Boleslawia Sawoniewcz, 1996 — Paleártico
  - Cephalobaris Kryger, 1915 — Paleártico (Horstmann, 1992)
  - Ceratophygadeuon Viereck, 1924 — Etiopía, Holártico
  - Remonzia Seyrig, 1952
  - Euromonzia Aubert, 1965
  - Gnotus Förster, 1869 — Holártico, Oriental
  - Hedylus Förster, 1869 — Holártico (Carlson, 1979)
  - Leptocryptoides Horstmann, 1976 — Paleártico
  - Megacara Townes, 1970a — Holártico
  - Oecotelma Townes, 1970a — Holártico
  - Orthizema Förster, 1869 — Holártico
  - Naetes Förster, 1869
  - Phyzelus Förster, 1869
  - Phygadeuon Gravenhorst, 1829 — Holártico, Neotropical
  - Apterophygas Förster, 1869
  - Gunopaches Förster, 1869
  - Habromma Förster, 1869
  - Pantolispa Förster, 1869
  - Isochresta Förster, 1869
  - Bathymetis Förster, 1869
  - Iselix Förster, 1869
  - Homelys Förster, 1869
  - Ernoctona Förster, 1869
  - Zaphleges Förster, 1869
  - Ischnocryptus Kriechbaumer, 1892
  - Platyrhabdus Townes, 1970a — Paleártico
  - Stibeutes Förster, 1869 — Holártico
  - Chamaezelus Förster, 1869
  - Schizopleuron Aubert, 1968
  - Sulcarius Townes, 1970a — Holártico
  - Theroscopus Förster, 1850 — Holártico, Oriental
  - Chamerpes Förster, 1869
  - Eriplanus Förster, 1869
  - Phyrtus Förster, 1869
  - Thysiotorus Förster, 1869
  - Aenoplegimorpha Viereck, 1912
  - Tricholinum Förster, 1869 — Oriental, Paleártico
  - Stiboscopellus Roman, 1930
  - Tropistes Gravenhorst, 1829 — Paleártico
  - Pseudolimerodes Strobl, 1902
  - Uchidella Townes, 1957 — Holártico, Oriental
- Subtribu Rothneyiina
  - Hyparcha Townes, 1970a — Oriental
  - Nipponaetes Uchida, 1933 — Australia, Etiopía, Oriental
  - Potia Seyrig, 1952
  - Thalops Townes, 1958
  - Rothneyia Cameron, 1897 — Oriental
- Subtribu Stilpnina
  - Atractodes Gravenhorst, 1829
    - Subgénero Asyncrita Förster, 1876 — Holártico (Jussila, 1979)
    - Subgénero Atractodes Gravenhorst, 1829 — Etiopía, Holárctico (Jussila, 1979)

  - Zetesima Förster, 1876
    - Subgénero Cyclaulatrodes Jussila, 1979 — Paleártico
    - Subgénero Hadratractodes Jussila, 1979 — Paleártico
    - Subgénero Rugatractodes Jussila, 1979 — Paleártico

  - Mesoleptus Gravenhorst, 1829 — Etiopía, Oriental, Holártico
  - Exolytus Holmgren, 1858
  - Stilpnus Gravenhorst, 1829
    - Subgénero Polyrhembia Förster, 1869 — Holártico (Jussila, 1987)
    - Subgénero Stilpnus Gravenhorst, 1829 — Holártico, Oriental
    - Subgénero Xestophytes Förster, 1869 — Paleártico (Jussila, 1987)

  - Xestophya Förster, 1876
- incertae sedis
  - Rhadinomastrus Gauld, 1984 — Australia